# Medalla por la Defensa de Moscú
La Medalla por la Defensa de Moscú (en ruso: За оборону Москвы/ transliteración: Za oboronu Moskvy) es una medalla de campaña de la Unión Soviética establecida el 1 de mayo de 1944 por decreto del Presídium del Sóviet Supremo de la URSS, para recompensar a los participantes en la defensa de Moscú contra las fuerzas armadas de la Alemania nazi. El estatuto de la medalla fue enmendado el 18 de julio de 1980 por decreto del Presídium del Sóviet Supremo de la URSS N.º 2523-X.
El 8 de mayo de 1965, Moscú recibió el título de «Ciudad Heroica» (las otras son Odesa, Leningrado, Stalingrado, Sebastopol, Kiev, la Fortaleza de Brest, Kerch, Novorossiysk, Minsk, Tula, Múrmansk y Smolensk).

## Reglamento
Según el decreto que lo regulaba la Medalla por la Defensa de Moscú se otorgó aː
- Todos los militares y personal civil del Ejército Rojo y las tropas de la NKVD que participaron en la defensa de Moscú durante al menos un mes durante el período comprendido entre el 19 de octubre de 1941 y el 25 de enero de 1942;[1]
- Civiles que participaron directamente en la defensa de Moscú durante al menos un mes durante el período comprendido entre el 19 de octubre de 1941 y el 25 de enero de 1942;[1]
- Militares de la zona de defensa aérea de Moscú y unidades de defensa aérea, así como civiles que participaron de forma activa en la defensa de Moscú contra los ataques aéreos enemigos desde el 22 de julio de 1941 hasta el 25 de enero de 1942;[1]
- Militares y civiles de la población de la ciudad de Moscú y la región de Moscú que participaron activamente en la construcción de trincheras y estructuras defensivas para la línea defensiva del Frente de Reserva, las fronteras de Mozhaisk, Podolsk y la circunvalación de Moscú;
- Partisanos de la región de Moscú y participantes activos en la defensa de la ciudad heroica de Tula.[2]

La entrega de la medalla se hizo en nombre del Presídium del Sóviet Supremo de la Unión Soviética sobre la base de documentos que atestiguan la participación real en la defensa de Moscú emitidos por el comandante de la unidad, el jefe del establecimiento médico militar, por un provincial pertinente o autoridad municipal.  
El personal militar en servicio recibía la medalla de su comandante de unidad, los militares jubilados del servicio militar recibieron la medalla de un comisionado militar regional, municipal o de distrito en la comunidad del destinatario, los miembros de la población civil participantes en la defensa de Moscú recibieron su medalla del gobierno regional o Ayuntamientos de Diputados Populares. Para los defensores que murieron en batalla o antes del establecimiento de la medalla, se otorgó póstumamente a su familia.

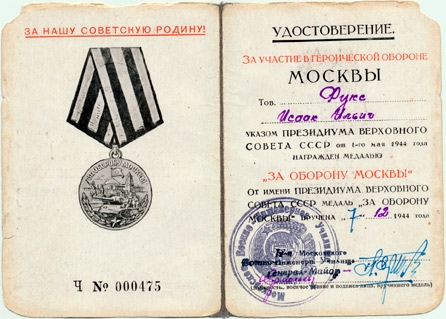
Certificado de la medalla, firmado por el jefe del MVIU, el Mayor General P.A. Ermolaev (07-12-1944)

La medalla por la Defensa de Moscú se lleva en el lado izquierdo del pecho y, en presencia de otras órdenes y medallas de la URSS, se coloca después de la Medalla por la Defensa de Leningrado.  Si se usa en presencia de órdenes o medallas de la Federación de Rusia, estas últimas tienen prioridad.

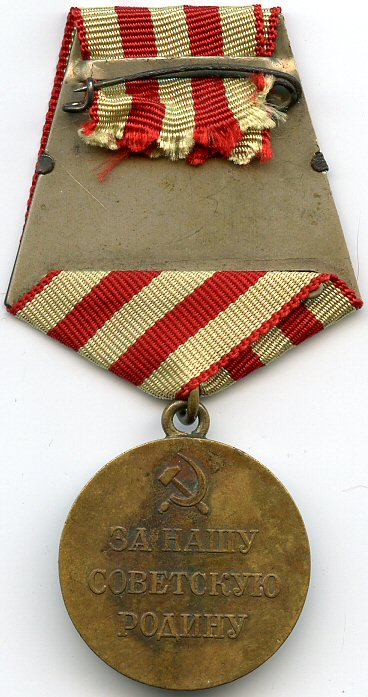
Reverso de la Medalla por la Defensa de Moscú

Cada medalla venía con un certificado de premio, este certificado se presentaba en forma de un pequeño folleto de cartón de 8 cm por 11 cm con el nombre del premio, los datos del destinatario y un sello oficial y una firma en el interior. Por decreto del 5 de febrero de 1951 del Presídium del Sóviet Supremo de la URSS, se estableció que la medalla y su certificado quedarían en manos de la familia tras la muerte del beneficiario.
La primera entrega de la Medalla por la Defensa de Moscú tuvo lugar el 20 de julio de 1944. Fue entregado a Stalin junto con el certificado n.º 000001. Fue otorgada a aproximadamente 1.028.600 personas. El autor del dibujo de la medalla es el artista Nikolái Moskalev.

## Descripción
Es una medalla circular de bronce de 32 milímetros de diámetro con un borde elevado por ambos lados.
En el anverso al fondo, la pared del Kremlin, frente a la pared en el centro inferior, el frente izquierdo de un tanque T-34 con un grupo de soldados en él, debajo del tanque cerca del borde inferior de la medalla, una estrella de cinco puntas en relieve, en el centro de una corona de laurel que va hasta la mitad de la circunferencia de la medalla a la izquierda y a la derecha. A la izquierda del tanque, la imagen en relieve del Monumento a Minin y Pozharski, y a la derecha del tanque, la torre del Kremlin. Sobre el muro del Kremlin, la cúpula del Palacio del Senado con la bandera de la hoz y martillo ondeando en el mástil de la azotea, arriba en el cielo, cinco aviones de combate volando hacia la izquierda. A lo largo de la circunferencia superior de la medalla, la inscripción en relieve en letras prominentes «POR LA DEFENSA DE MOSCÚ» (en ruso: «ЗА ОБОРОНУ МОСКВЫ»)
En el reverso cerca de la parte superior, la imagen en relieve de la hoz y el martillo, debajo de la imagen, la inscripción en relieve en tres filas «POR NUESTRA PATRIA SOVIÉTICA» (en ruso: «ЗА НАШУ СОВЕТСКУЮ РОДИНУ»).
La medalla está conectada con un ojal y un anillo a un bloque pentagonal cubierto con una cinta de muaré de seda de 24 mm de ancho. La cinta tiene tres franjas longitudinales oliva de 5 mm de ancho y dos franjas rojas de 4 mm de ancho. Los bordes de la cinta están bordeados con estrechas franjas rojas.

## Galardonados

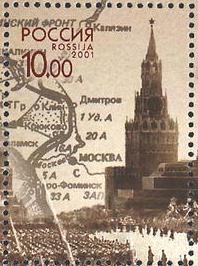
Sello postal ruso de 2001 en honor del 60.º Aniversario de la batalla de Moscú

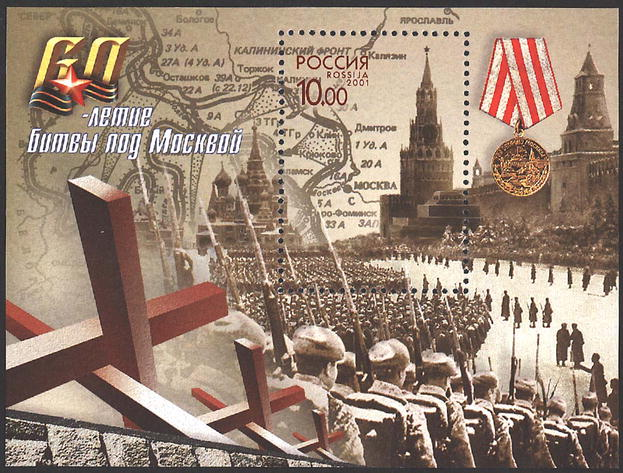
Sello postal ruso de 2001 en honor del 60.º Aniversario de la batalla de Moscú

Lista parcial de las personas que recibieron la Medalla por la defensa de Moscú.    
- Almirante de la flota Iván Isákov
- Mariscal de Aviación Serguéi Judiakov
- Coronel general Leonid Sandalov
- Cirujano general del Ejército Rojo Nikolái Burdenko
- Artista del pueblo de la URSS Nikolái Aleksandrovich Annenkov
- Locutor de Radio Moscú Yuri Levitán
- Veterano de guerra, actor y director de cine Yuri Liubímov
- Mariscal de la Unión Soviética Serguéi Ajroméyev
- Mariscal de la Unión Soviética Vasili Sokolovski
- Mariscal de la Unión Soviética Konstantín Rokossovski
- Mariscal de la Unión Soviética Leonid Góvorov
- Mariscal de la Unión Soviética Iván Kónev
- Mariscal de la Unión Soviética Iván Yakubovski
- General de División Vladímir Iliushin
- Mariscal de la Unión Soviética Aleksandr Vasilevski
- Mariscal de la Unión Soviética Borís Sháposhnikov
- Compositor y pianista Tijon Jrénnikov
- Mariscal de la Unión Soviética Dmitri Ustínov
- Mariscal de la Unión Soviética Semión Timoshenko
- Mariscal de la Unión Soviética Gueorgui Zhúkov
- Almirante de la flota Nikolái Guerásimovich Kuznetsov
- Mariscal de la Unión Soviética Kliment Voroshílov
- General del ejército Yákov Kreizer
- General de ejército Stanislav Gilyarovich Poplavsky
- Químico y Héroe del trabajo socialista Nikolái Belov
- Ingeniero aereoespacial Borís Chertok
- Escultor Lev Kerbel
- Artista del pueblo de la URSS Olga Vasiliyevna Lepeshínskaya
- General del Ejército Issá Plíyev
- Mariscal de Artillería Vasili Kazakov
- Coronel general Iván Boldin
- Escritor Aleksey Novikov-Priboi
- Coronel Baurzhan Momyshuly
- Corresponsal de guerra Piotr Pavlenko
- Científico de aviación Max Arkadyevich Taitz